# 神経線維腫症1型
神経線維腫症1型（しんけいせんいしゅしょう1がた、英: Neurofibromatosis type 1; NF1）は、脳神経系に腫瘍を生じさせる遺伝子疾患。19世紀にこの病気について報告したドイツの学者レックリングハウゼン(Recklinghausen)に由来して、レックリングハウゼン病、もしくはレックリングハウゼン氏病とも呼ばれる。

## 概要
神経線維腫症は、皮膚や神経など人体の様々な場所に異常が生じる遺伝性の病気である。患者数は約3,000人に対して１人の割合で、患者の約50％は両親からの遺伝で発病。残りの50％は突然変異で発病する。

## 原因
17番染色体の長腕の欠損により生じる。 

## 診断
- 6個以上のカフェオレ斑（成人は1.5cm以上、子供は0.5cm以上の物）
- 2個以上の皮膚の神経線維腫またはびまん性神経線維腫
- わきの下や股の部分の小色素斑
- 目にできる小さな腫瘍（虹彩小結節）
- 特徴的な骨の病変（脊椎側彎症）
- 家系内に同じ病気の人がいる

## 病状
色素斑（しみ）、雀卵斑（そばかす）、皮膚の神経線維腫、虹彩小結節、脊椎側彎症など
症状には個人差があり、患者の全てに上記の症状が出るわけでは無い。

## 治療法
治療法はない。